# Szamil Alijew (reżyser)
Szamil Alijew (azer. Şamil Yavər oğlu Əliyev; ur. 26 czerwca 1960 w Baku) – azerski reżyser.

## Wybrana filmografia
- Etiraf (1992)
- Çölçü (2012)